# Caimegulo (Ort)
Caimegulo (Caimegi Ulu, Kamalehou) ist ein osttimoresisches Dorf in der Gemeinde Liquiçá. Es liegt im Nordosten der Aldeia Caimegulo (Suco Lauhata, Verwaltungsamt Bazartete) auf 77 m Höhe. Durch das Dorf führt die Überlandstraße von Raucassa nach Mauluto im Suco Motaulun. An sie reihen sich die Häuser von Caimegulo. An der Grenze der Aldeia schließt sich das Dorf Raucassa direkt an Caimegulo. Östlich fließt der Failebo, westlich ein weiterer kleiner Fluss.